# Basile Yéhoumé
Basile Yéhoumé (Dakar, Senegal, 2 de octubre de 1986), futbolista senegalés, de origen beninés. Juega de defensa y su actual equipo es el Stade de Reims de la Championnat National de Francia. 

## Clubes
| Club           | País    | Año       |
| -------------- | ------- | --------- |
| EA Guingamp    | Francia | 2004-2005 |
| CMS Oissel     | Francia | 2005-2006 |
| Stade de Reims | Francia | 2006-2008 |
| Pacy VEF       | Francia | 2008-2009 |
| Stade de Reims | Francia | 2009-     |

- Datos: Q5721731